# Tainy
Marcos Efraín Masís Fernández (San Juan, 9 d'agost de 1989) conegut de manera artística com Tainy, és un productor musical de reggaeton porto-riqueny, sent un dels productors musicals més joves de més èxit. Va sobresortir en el gènere cooperant en la producció de Mas Flow 2 amb tan sols 16 anys i posteriorment al costat de Luny tunes en l'àlbum Mas Flow: Los Benjamins a l'edat de 18 anys.
Tainy ha liderat una nova onada de música llatina des de fa més d'una dècada, que ha estat el cap i el component clau de la mà d'alguns dels èxits més emblemàtics de Reggaeton. Un repetit guanyador del premi Grammy i BMI, Tainy ha estat el que ha assenyalat èxits definitius en la carrera d'innombrables artistes, inclosos els pioners del gènere com Daddy Yankee, Wisin i Yandel, Don Omar i altres, i més recentment, l'èxit mundial “I Like It” de Cardi B amb Bad Bunny i J Balvin i«No Es Justo»de J Balvin feat. Zion i Lennox. Més endavant, Tainy es va unir amb el duo veneçolà Mau i Ricky al costat de Manuel Turizo i Camilo (cantant) a «Desconocidos» que va passar a convertir-se en certificat Diamant i Platí a Mèxic i ha arribat a més de 450 milions de reproduccions a tot el món.
El 2019 continua sent un any d'èxit constant per a Tainy. Començant per la seva col·laboració amb Benny Blanco, Selena Gomez i J Balvin a «I Can't Get Enough», que va ser el seu debut com a artista. La cançó ràpidament va assolir un punt àlgid en els Billboard Charts els primers dies després del seu llançament.
Tainy va produir OASIS amb Bad Bunny i J Balvin, que ha dominat els gràfics mundials i va ser clau per posicionar-se com a productor llatí número 1 als Billboard Charts durant 27 setmanes consecutives. Tainy també va col·laborar amb Bad Bunny en l'himne d'estiu«Callaíta»l'èxit de la qual va pujar a nivells alts. Gairebé immediatament després, va llançar el seu èxit mundial «Adicto» al costat d'Anuel AA i Ozuna, que va rebre múltiples certificacions Platí i Or a vuit països i va acumular més de 450 milions de fluxos i 550 milions de visualitzacions. Tainy també va produir el triomf global «China» per Anuel AA, Daddy Yankee i Karol G amb Ozuna i J Balvin que van assolir el primer lloc a l'Argentina, Bolívia, Colòmbia, Mèxic, Perú i Espanya i van assolir els 10 primers llocs a altres nou països.
El jove artista / productor continua dominant el mercat anglès amb cançons com «Lento», el senzill llatí debut de Lauren Jauregui,«Feel It Too»amb Jessie Reyez i Tory Lanez i al costat de la producció «Habitual» de Justin Bieber. El seu darrer llançament és el seu EP titulat Neon16 Tape: The Kids That Grew Up On Reggaeton, que ofereix 7 temes poderosos amb alguns dels talents més prometedors actuals de tot el món. Un d'ells és «Nada» amb Lauren Jauregui i C. Tangana llançat el 21 de febrer de 2020.

## Carrera musical

### Inicis i èxit musical
Té un pare portorricà i una mare dominicana. Després de reunir-se amb Nely "El Arma Secreta", va donar a Luny Tunes la seva demostració. A Luny li agradava el que va sentir i va signar Tainy al seu equip. Quan Tainy tenia 15 anys, Nely li va prestar FL Studio XXL per a la seva producció. Tainy va exercir durant tot un any fins que el va dominar. La primera tasca que va rebre Tainy de Luny va ser veure si realment tenia allò que calia. A Luny li va agradar la primera cançó en què va treballar tant que va acabar fent-la servir per a Mas Flow 2.
Tainy va coproduir (amb Luny Tunes) l'àlbum Los Benjamins, produint 15 de les pistes. Ha treballat com a productora amb Wisin i Yandel, Janet Jackson, Jennifer Lopez, Paris Hilton, Wise i molts altres.

### NEON16
El 2019, Tainy i l'executiu musical Lex Borrero es van unir per llançar una nova companyia anomenada NEON16. Descrit com una "incubadora de talents polifacètics", el segell de NEON16 s'ha unit amb Interscope; i actualment tenen al seu lloc l'artista porto-riquenya Alvaro Diaz i l'artista colombià Dylan Fuentes.
"Crear NEON16 és un somni fet realitat", va dir Tainy. “Sé que Lex se sent de la mateixa manera. Dona la possibilitat al nostre equip de continuar construint i també canviar l'estat actual de la nostra música. "
Borrero va dir: "El nostre lema és" No tinguis por, impacteu-ho tot ". Volem treballar amb talents que estiguin disposats a assumir riscos creatius per tal de tenir un impacte durador. Tainy és la definició del nostre lema, ha estat impulsant els sons de la música llatina des del començament de la seva llegendària carrera. "

## Produccions discoràfiques
- 2005: Más Flow 2
- 2005: Motivando A La Yal: Special Edition
- 2005: Sangre Nueva
- 2005: La Moda
- 2006: Pa'l Mundo: Deluxe Edition
- 2006: Top of the Line
- 2006: Los Rompe Discotekas
- 2006: Luny Tunes & Tainy: Mas Flow: Los Benjamins
- 2006: The Bad Boy
- 2006: Los Vaqueros
- 2007: Luny Tunes & Tainy: Los Benjamins: La Continuación
- 2007: It's My Time
- 2007: Wisin vs. Yandel: Los Extraterrestres
- 2007: Sangre Nueva Special Edition
- 2007: The Perfect Melody
- 2007: El Cartel: The Big Boss
- 2007: Broke and Famous
- 2008: Semblante Urbano
- 2008: La Melodía de la Calle
- 2008: Los Extraterrestres: Otra Dimensión
- 2008: Talento de Barrio
- 2008: Luny Tunes Presents: Erre XI
- 2008: Masacre Musical
- 2008: El Fenómeno
- 2009: Down to Earth
- 2009: Welcome to the Jungle
- 2009: La Revolución
- 2009: The Last
- 2009: The Black Frequency - Los Yetzons
- 2009: La Melodia De La Calle: Updated
- 2009: La Evolución
- 2010: My World
- 2010: El Momento
- 2010: Drama Queen
- 2010: Los Verdaderos
- 2011: Los Vaqueros 2: El Regreso
- 2011: Musica + Alma + Sexo
- 2011: Formula, Vol. 1
- 2012: Líderes
- 2012: La Formula (album)
- 2013: Los Sucesores - J King & Maximan
- 2013: Geezy Boyz - De La Ghetto
- 2013: De Líder a Leyenda
- 2013: Sentimiento, Elegancia & Maldad
- 2014: Legacy
- 2014: El Regreso del Sobreviviente
- 2014: Love and Sex
- 2015: Legacy: De Líder a Leyenda Tour (EP)
- 2015: La Melodía de la Calle: 3rd Season
- 2015: The Last Don, Vol. 2
- 2015: La Artilleria Vol. 1
- 2015: Dangerous
- 2015: Revolucionario
- 2016: Alto Rango
- 2017: Update
- 2018: X100pre
- 2019: Hurt By You
- 2019: OASIS
- 2019: The Kids That Grew Up On Reggaeton
- 2020: YHLQMDLG